# El día que nací yo (canción)
El día que nací yo es una canción con letra de Antonio Quintero y Pascual Guillén, y con música de Juan Mostazo. Fue interpretada por primera vez por Imperio Argentina en la película Morena Clara en 1936, dirigida por Florián Rey.

## Descripción
La canción relata las penurias a las que se ve arrastrada una mujer a causa del amor que profesa a un hombre.Calificada de emblemática, está considerada como uno de los éxitos absolutos de la canción popular. Sin embargo, la canción es resultado de la improvisación, como relató posteriormente el propio Florián Rey. Se trata de la musicalización de una de las escenas de la obra teatral homónima de 1935 en la que se basa la película, por lo que la letra ya existía previamente. La actriz, Carmen Díaz, se limitaba a recitarla. Durante el rodaje, el director pensó que ese pasaje era apropiado para que Imperio Argentina interpretase una canción y facilitó a Juan Mostazo un papel con la letra. Mientras el músico se aislaba en un camerino, Rey hizo traer a la orquesta y facilitó instrucciones al director de fotografía, Enrique Gaertner (Heinrich Gärtner), para que preparase la iluminación adecuada. A la media hora, Mostazo volvió con la canción ya compuesta y se rodó la secuencia sin dificultades.

## Versiones
Esta canción ha sido versionada, entre otros artistas, por Sara Montiel (en la película Carmen la de Ronda, 1959), Juanita Reina (1965), José Feliciano (1968), La Lupe (El día que yo nací, 1977) Luis Segura (1979), Isabel Pantoja (En la película del mismo título dirigida por Pedro Olea en 1991), Montserrat Caballé (1991), Carlos Cano (2000),  Pasión Vega (2003 y 2005), Clara Montes (2007), Plácido Domingo (2008), Diego El Cigala (2008), Maria Rodés (2014), Estrella Morente (2019), Rodrigo Cuevas (2019).

## Bibiliografía
- Sánchez Vidal, Agustín (2012). Morena Clara. Zaragoza: Heraldo de Aragón. ISBN 978-84-7610-134-6.